# پیرا اسکلت برقی

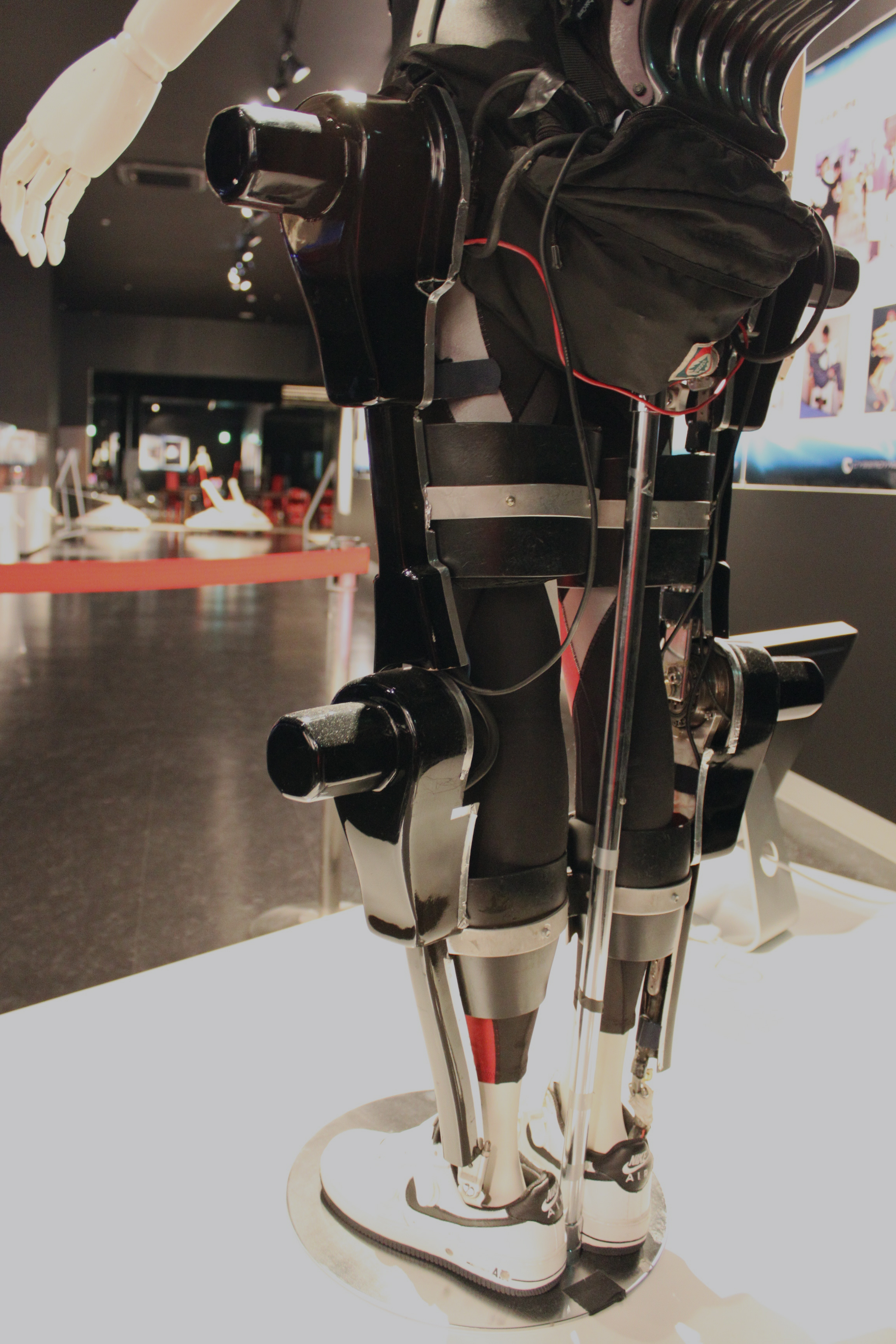
پیرا اسکلت برقی

پیرا اسکلت برقی (به انگلیسیpowered exoskeleton) (همچنین به عنوان زره برق(power armor)، زره برقی(powered armor)، لباس برقی(powered suit)، پیرا چارچوب(exoframe) ،البسه سخت(hardsuit) یا پیرا لباس(exosuit) شناخته می‌شود) یک ماشین پوشیدنی همراه است است که با سیستمی از موتورهای الکتریکی، پنوماتیک، اهرمها، سامانه‌های هیدرولیک، یا ترکیبی از فناوری‌های مختلف است که امکان حرکت اندام را همراه با افزایش قدرت و استقامت فراهم می‌کنند. هدف از طراحی آن پشتیبانی کمر، حس کردن حرکت کاربر و ارسال سیگنال به موتورهایی است که دنده‌ها را مدیریت می‌کنند. پیرا اسکلت از شانه، کمر و ران پشتیبانی می‌کند و به حرکت و بلند کردن و نگه داشتن وسایل سنگین کمک می‌کند، در حالی که فشار روی کمر را کاهش می‌دهد.
پیرا اسکلت برقی با پیرا اسکلت غیرفعال(passive) تفاوت دارد زیرا اسکلت بیرونی غیرفعال توسط سیستم موتورهای الکتریکی، پنوماتیک، اهرم، هیدرولیک یا ترکیبی از فناوری استفاده نمی‌کند. با این حال، مشابه پیرا اسکلت برقی، به کاربر مزایای مکانیکی می‌بخشد.